# Pizza (album)
Pour les articles homonymes, voir Pizza (homonymie).
Albums de Alain Bashung
Roulette russe
(1980) Play blessures
(1982)
Singles
1. Vertige de l'amour
Sortie : 1981
2. Rebel
Sortie : 1981

Pizza est le troisième album studio d'Alain Bashung, paru en 1981 chez Philips.

## Historique
C'est l'album qui place Bashung au sommet du rock français, après le succès de Gaby oh Gaby. Avec le parolier Boris Bergman, ils inventent un nouveau langage, fait d'écriture automatique, d'images abstraites, de double-sens, de propos surréalistes et de jeux de mots (essentiellement des calembours). Par exemple dans Vertige de l'amour : « si ça continue j'vais m'découper » au lieu de « j'vais me casser », puis il ajoute : « suivant les pointillés ».

## Liste des titres
Toutes les chansons sont écrites et composées par Boris Bergman / Alain Bashung.
| No  | Titre                   | Durée |
| --- | ----------------------- | ----- |
| 1.  | Ça cache quekchose      | 2:47  |
| 2.  | L'Araignée              | 2:49  |
| 3.  | J'sors avec ma frangine | 2:48  |
| 4.  | Aficionado              | 2:37  |
| 5.  | Idylle au Caire         | 2:44  |
| 6.  | Privé                   | 3:07  |
| 7.  | Vertige de l'amour      | 3:16  |
| 8.  | Rebel                   | 3:56  |
| 9.  | Retours                 | 2:12  |
| 10. | Reviens, va-t'en        | 3:13  |
| 11. | Fan                     | 4:19  |

| 12. | Elle s'fait rougir toute seule | 3:08 |
| 13. | Gaby oh Gaby                   | 3:58 |

### 45 tours extraits de l'album
- 1981 :  Vertige de l'amour / Ça cache quekchose ( France : 2e)
- 1981 : Rebel / Reviens, va-t'en

## Musiciens
- Alain Bashung - Chant
- Olivier Guindon, Richard Brunton - Guitare
- François Delage - Basse
- Tommy Eyre - Clavier
- Philippe Draï - Batterie
- Liam Genockey - Percussion
- Mel Collins - Saxophone

## Réception critique et publique
L'album est certifié disque d'or (100 000 exemplaires vendus), en 1984, plus de 3 ans après sa sortie.   
Selon l'édition française du magazine Rolling Stone, cet album est le 19e meilleur album de rock français. Dans son ouvrage La discothèque parfaite de l'odyssée du rock, Gilles Verlant, sans pour autant inclure l'album dans sa liste d'albums essentiels, qualifie le doublé Roulette russe / Pizza de « triomphal ».